# Little Caesars
Little Caesar Enterprises, Inc., mer känd som Little Caesars, är en amerikansk multinationell restaurangkedja som säljer främst pizzor till sina konsumenter i samtliga amerikanska delstater och territorier och ytterligare i 18 länder på tre kontinenter. 2013 var den rankad som USA:s tredje största restaurangkedja inom pizza, bara Pizza Hut och Domino's Pizza hade högre omsättningar.
Den 28 april 2016 meddelade Little Caesars att man har förvärvat namnrättigheterna till den framtida inomhusarenan Detroit Events Center, där avtalet sträcker sig fram till 2037 och kostar Little Caesars omkring $125 miljoner. Arenan kommer att invigas i september 2017 och kommer då få namnet Little Caesars Arena.
Restaurangkedjan bildades den 8 maj 1959 av entreprenörsparet Mike och Marian Ilitch och ägs fortfarande av dem via sitt holdingbolag Ilitch Holdings Inc. Den hade en beräknad omsättning på omkring $4,2 miljarder för 2015 och huvudkontoret ligger i Detroit, Michigan.